# Drvenik Mali
Koordinati:   43°26′55″N, 16°05′01″E
Drvenik Mali je otok v Jadranskem morju, ki pripada Hrvaški.
Otok, na katerem stojita dva svetilnika in istoimensko naselje, leži 18 km severozahodno od Trogira. Najegova površina meri 3,42 km². Dolžina obalnega pasu je 12,024 km. Najvišja točka je 79 mnm visoka Glavica. Obala je močno razčlenjena in povsod dostopna, najlepša peščena plaža je v zalivu Vela Rina. Na otoku, ki ga domačini imenujejo Ploča, prebiva 60 stalnih prebivalcev (štetje 2001), živečih predvsem v naselju Mali Drvenik, ki ga sestavlja pet  zaselkov (Doliči, Male Kuknjare, Petomovar, ter Vela in Mala Rina). Dostop na otok je mogoč s trajektno linijo iz Trogira. Na otoku ni vodovoda.
Pod naseljem, v zalivu Borak, je manjše poplnoma zaprto pristanišče z valobranom v obliki raztegnjene črke Z in kolenastim pomolom na katerega pristaja trajekt. Znotraj luke, v katero pelje 10 m širok vstop, je od valobrana potegnjen še en manjši pomol. Ob pomolu je morje globoko do 4 m. V pristanišču je tudi splavna drča. Pristanišče je odprto severozahodnim vetrovom, ob burji pa ni priporočljivo pristajati na severni strani pomola.
Iz pomorske karte je razvidno, da na otoku stojita dva svetilnika. Prvi je v pristanišču. Stoji na valobranu in oddaja svetlobni signal: BR Bl 3s, nazivni domet je 4 milje. Drugi stoji na rtu Pasike na severozahodni strani otoka. Ta svetilnik oddaja svetlobni signal: B Bl(4) 15s. Nazivni domet svetilnika je 7 milj.